# Peinture antiréaliste
 (avril 2012).
Améliorez-le ou discutez des points à vérifier. 
La peinture antiréaliste est un courant de peinture moderne, qui doit son nom au critique d'art américain Gerrit Henry (en) (1950-2003). Il jugea le courant hyperréaliste des années 1970 « Antiréaliste », c'est le premier qui parla de « peinture antiréaliste ». (The real thing, Art international, été 1972).